# 諾拉斯普林斯 (愛荷華州)
諾拉斯普林斯（英語：Nora Springs）是一個位於美國愛荷華州塞羅戈多縣和弗洛伊德縣的城市。

## 地理
諾拉斯普林斯的座標為43°08′38″N 93°00′32″W / 43.14389°N 93.00889°W，而該地的平均海拔高度為331米（即1086英尺）。

## 人口
根據2010年美國人口普查的數據，諾拉斯普林斯的面積為5.75平方千米，當中陸地面積為5.67平方千米，而水域面積為0.08平方千米。當地共有人口1431人，而人口密度為每平方千米248人。